# Павел Тарло (архієпископ)
Павел Тарло гербу Топор (Сокира) (пол. Paweł Tarło; ? — 21 травня 1565) — польський шляхтич, військовик, римо-католицький релігійний діяч Королівства Польського. Львівський латинський архієпископ з 1561 року. Краківський канонік РКЦ. Представник роду Тарлів.

## Життєпис
Дата народження невідома. За даними Каспера Несецького, його батько — Єнджей Тарло, львівський хорунжий (бл. 1471 — після 1531, Хирів[джерело?]). Матір — дружина батька Катажина з Міховських гербу Равич. Мав братів Яна, Миколая, Єнджея. За даними Шимона Окольського, його батько — Павел Тарло, суддя земський львівський, войський стрийський.
Замолоду був військовиком, потім став духівником. Мав посади перемишльського декана і краківського каноніка Римо-католицької церкви (РКЦ).
Його кандидатуру на посаду (призначений 15 січня 1561) львівського латинського архієпископа запропонував король Сигізмунд II Август, затвердив Папа Пій IV 1561 року, консекрував на посаду Перемишльський латинський єпископ Валентій Гербурт. 8 листопада 1564 року скликав перший після Тридентського собору провінційний Синод Львівської дієцезії, на якому було прийнято та оголошено рішення Тридентського собору. .
Помер 21 травня 1565 року, не склавши заповіту. Через це виник конфлікт між Львівською капітулою РКЦ та його родичами, який намагалися владнати на Сеймі легат Д. Коммендоне та примас Польщі Станіслав Гоз'юш. Брати Павела Тарла Ян — львівський хорунжий, Миколай (званий «глава», взяв Ляшки та інші маєтності в Перемиській землі після поділу його спадку) — перемишльський хорунжий, Єнджей своїм коштом виставили йому «надгробок».
У Латинській катедрі Львова було встановлено йому пам'ятний надгробок зліва від головного вівтаря, усунутий під час реконструкції храму за архієпископа Вацлава Сєраковського. Зараз на цьому місці таблиця з епітафією Сєраковському.